# Joan Baptista Descatllar i Tord
Joan Baptista Descatllar i Tord (La Pobla de Lillet, 1670 - Banyoles, 4 de novembre de 1744) fou abat de Sant Esteve de Banyoles. El seu nebot, José de Bru i de Descatllar, fou governador de Berga.

## Biografia
Fill de Francesc Descatllar i d'Ollers i Maria Tord, tingueren 5 fills més: Josep, Bernat, Jaume, Leonor i Francesc Descatllar i Tord.
Joan vestí l'hàbit de Sant Benet a Sant Pere de Galligants. Professà al Monestir de Sant Pau del Camp el 1686 i fou nomenat monjo dispenser del monestir de Sant Cugat del Vallès, fins al 1703 en què fou elegit abat del monestir de Sant Esteve de Banyoles pel rei Felip V.
Va ser partidari del rei Felip V i es va negar a trencar el jurament de fidelitat al rei Borbó per donar-lo a l'arxiduc d'Àustria, per aquest motiu, el 31 d’octubre de 1705 fou privat de percebre les rendes, que quedaren retingudes pel Govern de Catalunya, a conseqüència d'aquest fet es va veure obligat a emigrar a Itàlia el març de 1706. Embarcà en un vaixell des del port de Mataró. Primer es va assentar a Roma, però com que no podia viure amb la decència que li exigia la seva dignitat, viatjà per diferents ciutats, entre elles Venècia, Pàdua i altres ciutats del nord i del llevant d'Itàlia. L'any 1715 amb la victòria de les tropes espanyoles retornà a Banyoles.
Després de la guerra de Successió els borbònics hi varen deixar aquarterat un batalló de dragons, cent vint homes, amb els seus respectius oficials i cavalls que la població també es veia obligada a allotjar i mantenir. El 1740 Joan Baptista Descatllar va redimir temporalment al municipi de Banyoles del pagament de les rendes dels censals per ajudar a sufragar la despesa de construir un quarter per tal que el batalló de dragons hi romanguessin i deixessin de viure a les cases del poble de Banyoles.
Durant el seu abadiat, es varen acabar les obres de construcció de l'actual església de Sant Esteve. Va morir el 4 de novembre de 1744, a Banyoles, després d'una llarga malaltia de vòmit que patí per espai de dotze anys i que li impedia assistir al cor i celebrar missa. Fou sepultat al terra de l'església del monestir de Sant Esteve, davant l'altar del Corpus Vell (avui N.S.de la Salut).